# راسيل هودجز
راسيل هودجز (بالإنجليزية: Russ Hodges)‏ هو معلق رياضي أمريكي، ولد في 18 يونيو 1910، وتوفي في 19 أبريل 1971 بسبب نوبة قلبية.

## وصلات خارجية
- راسيل هودجز على موقع IMDb (الإنجليزية)
- راسيل هودجز على موقع ميوزك برينز (الإنجليزية)
- راسيل هودجز على موقع قاعدة بيانات الفيلم (الإنجليزية)